# 三原亮太
三原 亮太（みはら りょうた、1991年5月3日 - ）は、日本の元ラグビー選手。現在では指導者。

## プロフィール
- 大阪府出身。
- 現役時代のポジションはスタンドオフ(SO)。
- 身長 175cm、体重 92kg
- ニックネームははな。
- U20日本代表候補に選ばれたことがある[1]。

## 略歴
2010年、常翔啓光学園高校卒業後、京都産業大学に入学する。なお常翔啓光学園高校時代、高校日本代表候補に選ばれ、花園で1回優勝を経験している。
2013年、京都産業大学ラグビー部の主将に就任した。
2014年、京都産業大学卒業後、近鉄ライナーズに加入。
2015年12月20日に行われたジャパンラグビートップリーグ第6節の東芝ブレイブルーパス戦に先発出場で公式戦初出場を果たした。
2019年、近鉄ライナーズからの退団が発表された。
現在はラグビー指導者としてSNSでの発信を行っている。